# Élections sénatoriales bhoutanaises de 2007
Les premières élections du  Conseil national du Bhoutan ont lieu le 31 décembre 2007. Comme exigé par la constitution, l'ensemble des candidats et donc des vainqueurs étaient indépendants. Par manque de candidats, les élections de cinq des vingt membres directement élus sont reportées au 29 janvier 2008, tandis que cinq autres membres sont nommés par le Roi.

## Contexte
Depuis 1907, le Bhoutan est une monarchie absolue dirigé par un Druk Gyalpo, ou Roi Dragon. De 2001 à 2005 cependant le Roi Jigme Singye Wangchuck met en place un projet de constitution faisant du pays une monarchie constitutionnelle, et abdique le 15 décembre 2006 en faveur de son fils Jigme Khesar Namgyel Wangchuck. Des représentants des 20 Dzongkhags du pays travaillent au projet de constitution, qui prévoit que le Roi demeure le chef de l’État mais que le nouveau parlement bicaméral puisse le destituer par une majorité des deux tiers. En outre le Premier ministre, alors désigné par le Roi, est désormais choisi par l'Assemblée nationale, pour la première fois directement élue par la population lors des Élections législatives bhoutanaises de 2008.
Le 30 juin 2007 la Commission électorale fixe les élections de la chambre haute à décembre de la même année, initialement le 26, puis le 31, tandis que cinq des vingt circonscriptions connaissent un report du scrutin, un seul candidat s'y trouvant alors en lice, voire aucun. La loi électorale exige en effet des candidats qu'ils justifient d'un diplôme universitaire. Or le taux d'alphabétisation du Bhoutan est à l'époque de 60 % et selon les estimations seuls 16 000 des 634 000 habitants du pays détiennent un diplôme universitaire. 

## Mode de scrutin
Composé de vingt-cinq sièges, le Conseil national, (Gyelyong Tshogde) est la chambre haute du Parlement du Bhoutan. Les élections ont lieu au scrutin uninominal majoritaire à un tour dans 20 circonscriptions correspondant aux Dzongkhags, les districts territoriaux du pays. Le roi du Bhoutan nomme cinq autres membres. Il est interdit aux candidats à la chambre haute d'être membre d'un parti politique. Ils doivent également avoir moins de 65 ans, et être titulaires d'un diplôme d'étude avancée d'un établissement universitaire ou autre reconnu. Il est fait recours à des machines à voter dans l'ensemble du pays, ce qui rend inexistants les votes blancs ou invalides.

## Résultats

### Décembre 2007
Lors du scrutin du 31 décembre, quarante-trois candidats se présentent pour quinze sièges à pourvoir, avec entre deux et quatre candidats par circonscriptions. Le scrutin s'est déroulé sans incident majeur, et les résultats sont annoncés le 1er janvier 2008 Sur les 15 élus, 11 avaient moins de 40 ans et trois étaient des femmes.
|                          | Indépendants             | 147 789           | 100               | 20 |  |  |  |
|                          | Membres nommés           | Membres nommés    | Membres nommés    | 5  |  |  |  |
|                          | Scrutins reportés        | Scrutins reportés | Scrutins reportés | 5  |  |  |  |
|                          |                          |                   |                   |    |  |  |  |
| Total                    | Total                    | 147 789           | 100               | 25 |  |  |  |
| Abstention               | Abstention               | 121 548           | 45,13             |    |  |  |  |
| Inscrits / participation | Inscrits / participation | 269 337           | 54,87             |    |  |  |  |

### Janvier 2008
Les élections pour les cinq sièges restants se sont déroulées le 29 janvier 2008. Dans trois circonscriptions où seul un candidat se présentait, les électeurs ont voté en selectionnant un bulletin « oui » ou « non ». D'importantes chutes de neige expliqueraient la baisse du taux de participation. 
|                          | Indépendants             | 18 155 | 100   | 5 |  |  |  |
|                          |                          |        |       |   |  |  |  |
| Total                    | Total                    | 18 155 | 100   | 5 |  |  |  |
| Abstention               | Abstention               | 25 325 | 58,25 |   |  |  |  |
| Inscrits / participation | Inscrits / participation | 43 480 | 41,75 |   |  |  |  |

## Suites
La Commission électorale valide l'élection des cinq nouveaux membres le lendemain du scrutin, dont une femme qui porte le total de sièges féminins à quatre parmi les membres élus. Puis le 30 mars cinq autres membres dont deux femmes sont nommés par le roi, avant que ne se tienne le 29 avril la première session du Conseil national. M. Namgye Penjore est élu à sa présidence.